# بازل

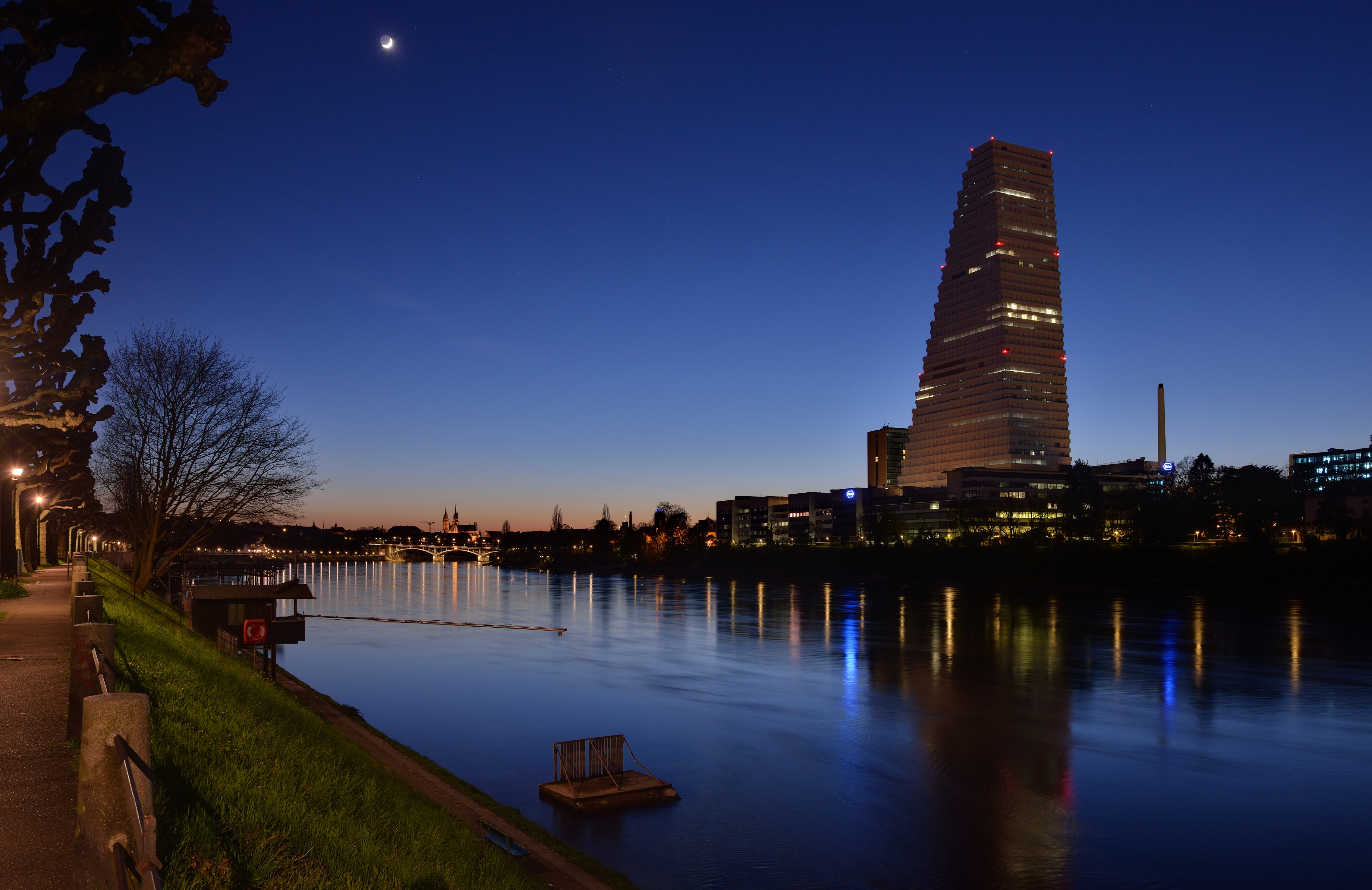
مصنع هوفمان-لا روش

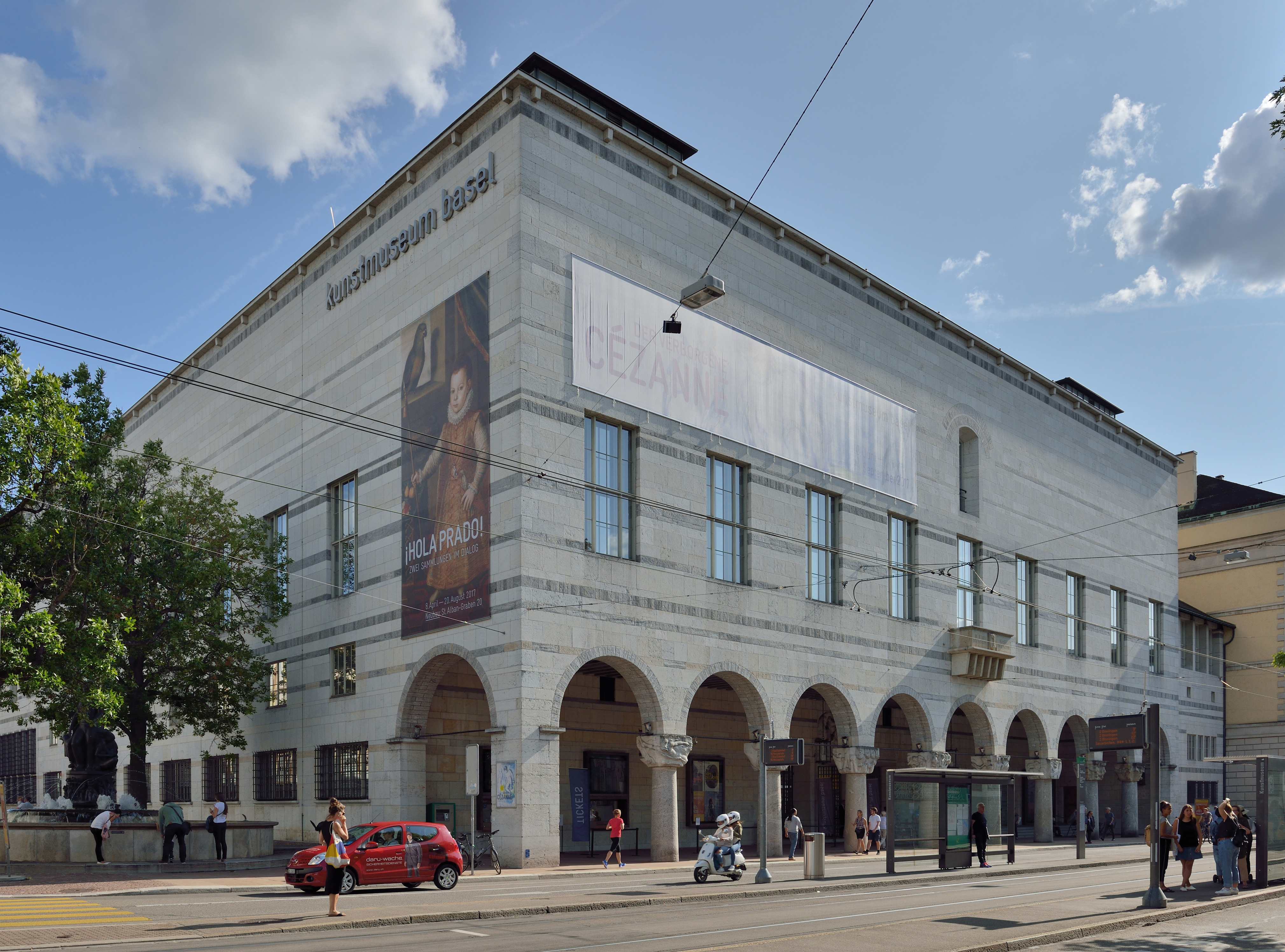
مصنع هوفمان-لا روش

بَزْلَة (بالألمانية: Basel، بازل؛ بالفرنسية: Bâle بال؛ بالإيطالية: Basilea) هي مدينة في شمال غرب سويسرا على نهر الراين (عند الانتقال من الراين العالي إلى الراين الأعلى). تعد بازل ثالث أكبر مدينة في سويسرا (بعد زيورخ وجنيف)، ويبلغ عدد سكانها 177,595 نسمة ضمن حدود بلدية المدينة. اللغة الرسمية في بازل هي الألمانية السويسرية الموحدة، واللغة المحكية الرئيسية هي اللهجة الألمانية المحلية في بازل.
تعتبر بازل عادة العاصمة الثقافية لسويسرا، وهي مشهورة بالعديد من المتاحف، بما في ذلك متحف بازل للفنون (Kunstmuseum)، الذي يعد أول مجموعة فنية متاحة للعامة في العالم (1661) وأكبر متحف للفنون في سويسرا، ومؤسسة بييلر الواقعة في ريهن، ومتحف تينغلي ومتحف الفن المعاصر، الذي يعتبر أول متحف عام للفن المعاصر في أوروبا. ينتشر أربعون متحفًا في جميع أنحاء كانتون المدينة، مما يجعل بازل واحدة من أكبر المراكز الثقافية بالنسبة لحجمها وسكانها في أوروبا.
تأسست جامعة بازل، أقدم جامعة في سويسرا (تأسست عام 1460)، وقد جعل التزام المدينة لقرون بالإنسانية منها ملاذًا آمنًا في أوقات الاضطرابات السياسية في أجزاء أخرى من أوروبا لشخصيات بارزة مثل إيراسموس روتردام، وعائلة هولبين، وفريدريك نيتشه، وكارل يونغ، وفي القرن العشرين هيرمان هيسه وكارل ياسبرس.
كانت بازل مقرًا لأسقفية أميرية بدءًا من القرن الحادي عشر، وانضمت إلى الاتحاد السويسري في عام 1501. كانت المدينة مركزًا تجاريًا ومركزًا ثقافيًا مهمًا منذ عصر النهضة، وبرزت كمركز للصناعات الكيميائية والصيدلانية في القرن العشرين. في عام 1897، اختار ثيودور هرتزل بازل كموقع لأول مؤتمر صهيوني عالمي، وقد عُقد المؤتمر هناك عشر مرات على مدار 50 عامًا، أكثر من أي مكان آخر. المدينة هي أيضًا موطن المقر العالمي لبنك التسويات الدولية. يشتهر اسم المدينة عالميًا عبر المؤسسات مثل اتفاقيات بازل، وآرت بازل، ونادي بازل لكرة القدم.
بازل هي المركز الرئيسي لصناعة الأدوية في سويسرا، حيث تستضيف شركتي نوفارتيس وروش.
في عام 2019، تم تصنيف بازل كعاشر أكثر مدينة ملائمة للعيش في العالم من قبل شركة ميرسر.

## الاسم
ذُكر اسم بازل لأول مرة كـ باسيليا في القرن الثالث (237/8)، وكان يشير في ذلك الوقت إلى القلعة الرومانية. يتم تفسير هذا الاسم غالبًا على أنه مشتق من الاسم الشخصي باسيليوس، من تسمية مكانية هي فيلا باسيليا («عقار باسيليوس») أو ما يشابه ذلك.
تشير اقتراحات أخرى إلى أنه مشتق من اسم باسيليا الذي ورد في شمال فرنسا كتطور لكلمة بازيليكا، المصطلح المستخدم للمباني العامة أو الكنائس (كما في بازيل)، لكن جميع هذه الأسماء تشير إلى المباني الكنسية الأولى في القرنين الرابع أو الخامس ولا يمكن اعتبارها ذات صلة بتسمية باسيليا الواردة في القرن الثالث.
من خلال دراسة أصل الكلمة المعروف أو السجع البسيط فيها، ارتبط الباسيليق (مخلوق أسطوري) ارتباطًا وثيقًا بالمدينة، واستخدم كداعم شعاري منذ عام 1448، وتم تمثيله على العملات المعدنية التي سُكّت في المدينة، ويوجد بشكل متكرر على الحلي.
تم اعتماد الشكل الفرنسي الأوسط Basle في اللغة الإنجليزية، لكن هذا الشكل تراجع تدريجيًا عن الاستخدام على الرغم من استمرار استخدامه في بعض أجزاء اللغة الإنجليزية البريطانية بما في ذلك هيئة الإذاعة البريطانية بي بي سي. حاليًا، يتم استخدام التهجئة Basel بشكل أكثر شيوعًا، لتتناسب مع التهجئة الألمانية الرسمية. في اللغة الفرنسية، كان الشكل Basle ما يزال قيد الاستخدام في القرن الثامن عشر، لكنه استُبدل تدريجيًا بالتهجئة الفرنسية الحديثة بَال (Bâle). في اللغة الأيسلندية، سُجلت المدينة باسم بوسلارابورغ في دليل الرحلات الذي يعود للقرن الثاني عشر.

## التاريخ

### التاريخ المبكر
توجد آثار لمستوطنة بالقرب من «التواء الراين» تعود إلى فترة لاتين المبكرة (القرن الخامس قبل الميلاد). في القرن الثاني قبل الميلاد، كان هناك قرية لشعب راوريتشي في موقع بازل-غاسفابريك (إلى الشمال الغربي من المدينة القديمة، وعلى الأرجح مطابقة للمدينة التي ذُكرت باسم أريالبينوم على خريطة تابولا بيوتينغيريانا). تم التخلي عن المستوطنة غير المحصنة في القرن الأول قبل الميلاد لصالح أوبيدوم في موقع كاتدرائية بازل، ربما كرد فعل على الغزو الروماني لبلاد الغال.
في بلاد الغال الرومانية، تم إنشاء أوغستا راوريتشا على بعد حوالي 20 كم (12 ميلًا) من بازل كمركز إداري إقليمي، بينما تم بناء كاستروم (معسكر محصن) في موقع أوبيدوم السلتي. في عام 83 ميلادي، تم دمج المنطقة في المقاطعة الرومانية جيرمانيا سوبريور. يُعرف السيناتور الروماني موناتيوس بلانكوس بأنه المؤسس التقليدي لبازل منذ عصر النهضة. تراجعت السيطرة الرومانية على المنطقة في القرن الثالث، وأصبحت بازل موقعًا متقدمًا لمقاطعة ماكسيما سيكوانوروم التي أنشأها ديوكلتيانوس. ذُكر اسم باسيليا لأول مرة في كتابات أميانوس مارسيلينوس في كتابه الأعمال المنجزة كجزء من التحصينات العسكرية الرومانية على طول نهر الراين في أواخر القرن الرابع.
حاول الاتحاد الجرماني الألاماني عبور نهر الراين عدة مرات في القرن الرابع، لكن تم صدهم؛ وكان أحد تلك الأحداث معركة سوليسينيوم (368). ومع ذلك، خلال الغزو الكبير في عام 406 ميلادي، يبدو أن الألامانيين عبروا نهر الراين للمرة الأخيرة، واحتلوا ثم استوطنوا ما هو اليوم الألزاس وجزء كبير من الهضبة السويسرية.
سقطت دوقية ألامانيا تحت الحكم الفرنجي في القرن السادس. نمت المستوطنة الألامانية والفرنجية في بازل حول القلعة الرومانية القديمة في القرنين السادس والسابع. ويبدو أن بازل تفوقت على العاصمة الإقليمية القديمة أوغستا راوريكا بحلول القرن السابع؛ استنادًا إلى وجود تريميس ذهبي (قطعة نقدية ذهبية صغيرة قيمتها تساوي ثلث سوليدوس) تحوي على نقش باسيليا، يبدو أن بازل قد سكّت عملاتها الخاصة في القرن السابع.
في هذا الوقت، كانت بازل جزءًا من مطرانية بيزانسون. تم إنشاء أسقفية مستقلة لبازل، لتحل محل أسقفية أوغستا راوريكا القديمة، في القرن الثامن. في عهد الأسقف هايتو (806-823 ميلادي)، تم بناء أول كاتدرائية في موقع القلعة الرومانية (واستُبدلت بهيكل رومانسكي تم تكريسه في عام 1019).
عند تقسيم الإمبراطورية الكارولنجية من خلال معاهدة فردان في عام 843، تم منح بازل من البداية إلى فرنسا الغربية وأصبحت منطقة ألمانية معزولة. مُنحت إلى فرنسا الشرقية بموجب معاهدة ميرسين في عام 870. دُمرت بازل من قبل المجريين في عام 917. أصبحت المدينة المعاد بناؤها جزءًا من بورغندي العليا، وكجزء منها تم دمجها في الإمبراطورية الرومانية المقدسة في عام 1032.

## توأمة
لبازل اتفاقيات توأمة مع كل من:
- شانغهاي (2007 - )
- ميامي بيتش
- وان

## أعلام
- كارل ياسبرس
- كارل مولر
- يوهان بيرنولي
- تاديوش رايخشتاين
- ياكوب بيرنولي
- دانييل برنولي
- ليونهارت أويلر
- إيراسموس
- فريتز هابر
- روجر فيدرير
- كارل جويل